# Knottrig rottryffel
Knottrig rottryffel (Scleroderma verrucosum) är en svampart som först beskrevs av Pierre Bulliard (v. 1742–1793), och fick sitt nu gällande namn av Christiaan Hendrik Persoon 1801. Knottrig rottryffel ingår i släktet Scleroderma och familjen rottryfflar.  Arten är reproducerande i Sverige. Inga underarter finns listade i Catalogue of Life.

## Källor

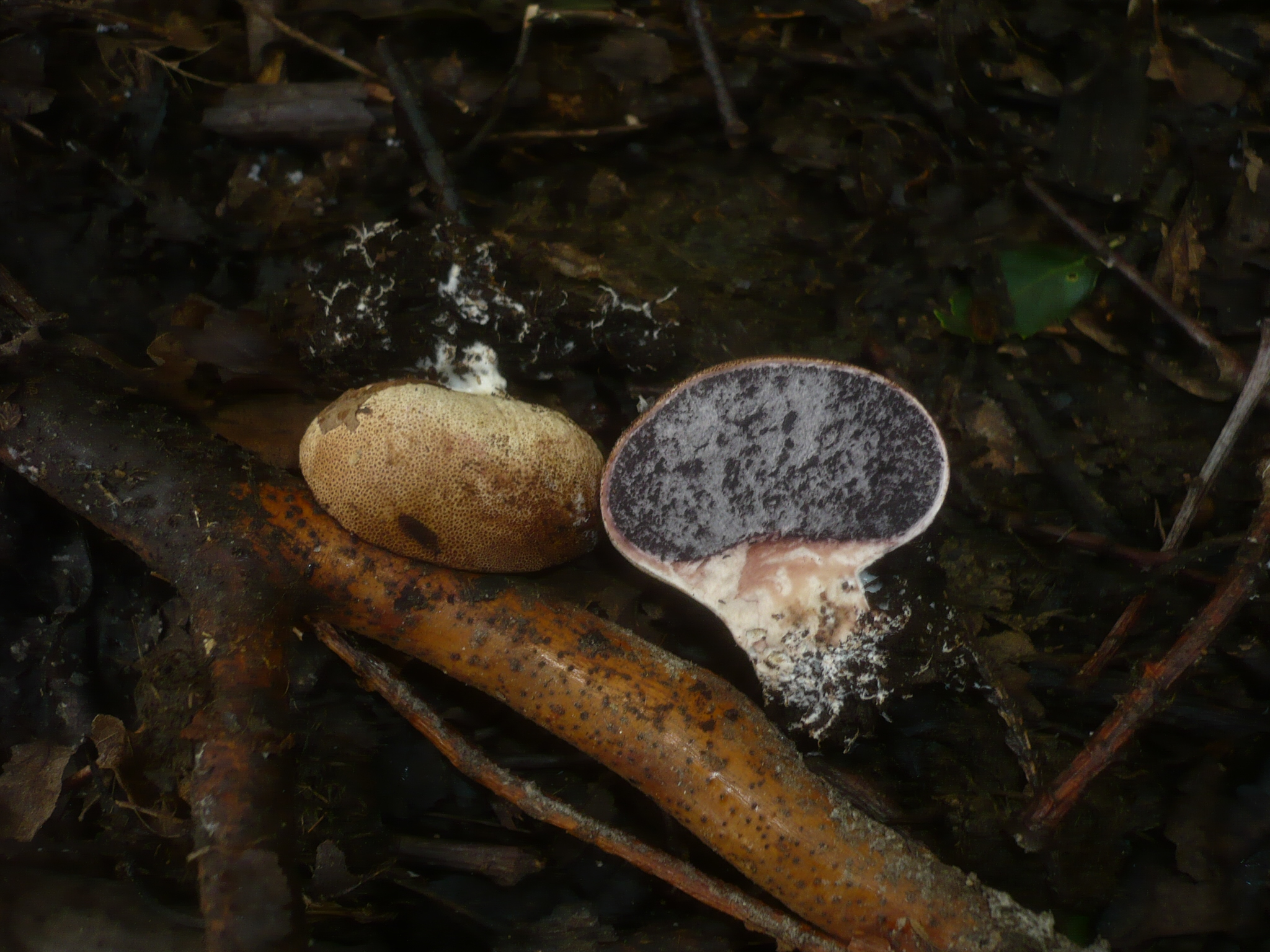